# Lijst van schilderijen van Jacob van Ruisdael
Deze lijst geeft een overzicht van schilderijen van Jacob van Ruisdael, de 17e-eeuwse Hollandse meester. De meeste zijn landschappen met grote wolkenpartijen, maar er staan ook wel architectuurstudies op zijn naam. Ruisdael gaat door als de beste landschapsschilder van zijn tijd en wordt algemeen beschouwd als een van de beste Hollandse schilders uit de Gouden Eeuw.
| Afbeelding | Titel | Datering       | Collectie                                                                       | Inventarisnummer      |
| ---------- | --- | -------------- | ------------------------------------------------------------------------------- | --------------------- |
|            | Gezicht op Egmond aan Zee | 1640-1650      | particuliere kunstverzameling                                                   |                       |
|            | Landschap met een kerk | 1640-1650      | Dulwich Picture Gallery                                                         | DPG9                  |
|            | Bleekveld | 1640-1650      | National Gallery                                                                | NG44                  |
|            | Jager in een bos | 1640-1650      | particuliere kunstverzameling                                                   |                       |
|            | Landschap met een hut | 1646           | Hamburger Kunsthalle                                                            | 159                   |
|            | Duinlandschap met hut | 1646           | Frans Hals Museum                                                               | OS-I-298              |
|            | Landschap met windmolen | 1646           | Cleveland Museum of Art                                                         | 1967.19               |
|            | Duinlandschap | 1646           | Hermitage                                                                       | 939                   |
|            | Landschap met molen en hek | 1646           | particuliere kunstverzameling                                                   |                       |
|            | Bossage | 1646           | Academie van beeldende kunsten in Wenen                                         | GG-1368               |
|            | Weg in een eikenbos | 1646           | Statens Museum for Kunst                                                        | KMSsp575              |
|            | Landschap met een dorp in de verte | 1646           | Metropolitan Museum of Art                                                      | 65.181.10             |
|            | Duinlandschap met wandelaar en ezel op een zandweg | 1647           | Museum der bildenden Künste                                                     | 1055                  |
|            | Weg door een eikenbos | 1647           | Statens Museum for Kunst                                                        | KMS3366               |
|            | Duinlandschap met twee figuren en een visser rechts | 1647           | particuliere kunstverzameling                                                   |                       |
|            | Duin landschap met wandelaars onderweg naar een dorp | 1647           | Poesjkinmuseum                                                                  | Ж-2636                |
|            | Twee reizigers in gesprek bij een bosrand | 1647           | Hermitage                                                                       | ГЭ-935                |
|            | Landschap met enkele huizen aan een zandweg | 1647           | Hermitage                                                                       | ГЭ-933                |
|            | Rivierlandschap met een zandbank | 1647           | Nivaagaard                                                                      |                       |
|            | Landschap met sluis | 1647           | Rijksmuseum Twenthe                                                             | 433                   |
|            | Duinlandschap bij Haarlem | 1647           | particuliere kunstverzameling                                                   |                       |
|            | Een eik bij een ven | 1647           | Szépművészeti Múzeum                                                            | 263                   |
|            | Weg door de duinen | 1647           | Alte Pinakothek                                                                 | 544                   |
|            | Gezicht op Naarden en de kerk te Muiderberg | 1647           | Museo Thyssen-Bornemisza                                                        | 354 (1930.99)         |
|            | Stenen brug | 1648           | Philadelphia Museum of Art                                                      | Cat. 570              |
|            | Duinen aan zee | 1648           | particuliere kunstverzameling                                                   |                       |
|            | Weg door de duinen | 1648           | Frans Hals Museum                                                               | os 2002-62            |
|            | Storm op de Duinen | 1648           | Philadelphia Museum of Art                                                      | Cat. 567              |
|            | Een boslandschap met een vijver | 1648           | Museum of Fine Arts                                                             | 2001.8                |
|            | Brug met sluis | 1648           | J. Paul Getty Museum                                                            | 86.PB.597             |
|            | Duinenlandschap met bomen | 1648           | particuliere kunstverzameling                                                   |                       |
|            | Een verdorde iep met een gezicht op Egmond aan Zee | 1648           | Currier Museum of Art                                                           |                       |
|            | Landschap met een meertje en boerderijen lang een zandweg | 1649           | particuliere kunstverzameling                                                   |                       |
|            | Landschap met dode boom bij opkomende storm, 1649 | 1649           | Musée Fabre                                                                     | 836-4-53              |
|            | Eikenbomen bij een vijver | 1649           | Statens Museum for Kunst                                                        | KMSsp572              |
|            | Landschap met rivier en kelder ingang | 1649           | Kunsthistorisches Museum Wien                                                   | GG_9807               |
|            | Landschap met duinen | 1649           | Los Angeles County Museum of Art                                                | M.75.138              |
|            | Rivierlandschap | 1649           | National Gallery of Scotland                                                    | NGL 033.84            |
|            | Wandelaars op een pad langs een meer | 1649           | particuliere kunstverzameling                                                   |                       |
|            | De grote eik | 1650-1660      | Art, Design & Architecture Museum                                               | 1960.18               |
|            | Bebost landschap met wandelaars | 1650-1660      | Niedersächsisches Landesmuseum Hannover                                         |                       |
|            | Duinlandschap met een herder en zijn kudde | 1650-1660      | Fondation Custodia                                                              | 6484                  |
|            | Gezicht op twee watermolens met daartussen een sluis | 1650-1660      | particuliere kunstverzameling                                                   |                       |
|            | Landschap met huizen op rotsige heuvel en uitzicht over een vlakte | 1650-1660      | particuliere kunstverzameling                                                   |                       |
|            | Doorwaden van de rivier | 1650-1660      | Finnish National Gallery                                                        | A I 680               |
|            | Watermolen aan de kant van een bos | 1650-1660      | particuliere kunstverzameling                                                   |                       |
|            | Boslandschap met een ondergelopen weg | 1650-1660      | Louvre                                                                          | D.1955.2.1            |
|            | Gezicht op de poort van Huis ter Kleef bij Haarlem (?) | 1650-1660      | particuliere kunstverzameling                                                   |                       |
|            | Bergachtig landschap met knoestige eik voor een korenveld | 1650-1660      | particuliere kunstverzameling                                                   |                       |
|            | Gezicht vanaf de duinen op zee | 1650-1660      | Kunsthaus Zürich                                                                | R 31                  |
|            | Huisjes op de duinen | 1650-1660      | Finnish National Gallery                                                        | A I 681               |
|            | Heuvelachtig boslandschap met vee | 1650-1660      | Duke of Buccleuch collection                                                    |                       |
|            | Bergachtig landschap met waterval | 1650-1660      | Mauritshuis                                                                     | 153                   |
|            | Duinlandschap met een oude man en een kind op een zandpad | 1650-1660      | particuliere kunstverzameling                                                   |                       |
|            | Landschap met een korenveld | 1650-1660      | J. Paul Getty Museum                                                            | 83.PA.278             |
|            | Landschap met molen en bruggetje over stadswal | 1650-1660      | particuliere kunstverzameling                                                   |                       |
|            | Beboste heuvel met uitzicht op kasteel Bentheim | 1650-1660      | Art Gallery of New South Wales                                                  | 256.1991              |
|            | De grote woud | 1650-1660      | Kunsthistorisches Museum Wien                                                   | GG_426                |
|            | Bebost rivierlandschap met voetbrug | 1650-1660      | particuliere kunstverzameling                                                   |                       |
|            | Duinlandschap met konijnenjacht | 1650-1660      | Frans Hals Museum                                                               | OS-I-299              |
|            | Boslandschap aan een meer | 1650-1660      | Gemäldegalerie                                                                  | 884D                  |
|            | Reizigers op een bosweg | 1650-1660      | Finnish National Gallery                                                        | A III 2427            |
|            | Strandtafereel, mogelijk bij Egmond | 1650-1660      | Instituut Collectie Nederland                                                   | NK 2591               |
|            | Bewogen zee met zeilboten | 1650-1660      | Nationalmuseum                                                                  | NM 4033               |
|            | Duinlandschap bij Haarlem | 1650-1660      | particuliere kunstverzameling                                                   |                       |
|            | Eiken op een meer met waterlelies | 1650-1660      | Gemäldegalerie                                                                  | 885G                  |
|            | Duinen | 1650-1660      | Philadelphia Museum of Art                                                      | Cat. 563              |
|            | Bewogen zee | 1650-1660      | Kimbell Art Museum                                                              | AP 1989.01            |
|            | Beboste rivierlandschap | 1650-1660      | Eijk and Rose-Marie van Otterloo Collectie                                      |                       |
|            | Kasteel Bentheim | 1650-1660      | Rijksmuseum Amsterdam                                                           | SK-A-347              |
|            | Beboste landschap met kolkje en herders | 1650-1660      | particuliere kunstverzameling                                                   |                       |
|            | Gezicht op Burg Bentheim | 1650-1660      | Mauritshuis                                                                     | 1151                  |
|            | Reizigers en herders op een wegsplitsing bij een dode boom | 1650-1660      | Koninklijke Musea voor Schone Kunsten van België                                | 1177                  |
|            | Uitgestrekte landschap met een gezicht op Ootmarsum | 1650-1660      | Alte Pinakothek                                                                 | 10818                 |
|            | Een beboste heuvel | 1650-1660      | Finnish National Gallery                                                        | A I 683               |
|            | Het korenveld, op de achtergrond de Zuiderzee | 1650-1660      | Museum Boijmans Van Beuningen                                                   | 1742 (OK)             |
|            | Boslandschap aan een river | 1650-1660      | Gemäldegalerie                                                                  | 885H                  |
|            | Landschap met duin en waterval | 1650-1660      | National Museum of Western Art                                                  | P.1969-0002           |
|            | Schepen in stormachtig weer voor de kust | 1650-1660      | Louvre                                                                          | INV 1818              |
|            | Gezicht op Egmond aan Zee | 1650           | Kelvingrove Art Gallery and Museum                                              | 34                    |
|            | Boslandschap met een vijver | 1650           | particuliere kunstverzameling                                                   |                       |
|            | Duinlandschap bij Haarlem | 1650           | Statens Museum for Kunst                                                        | KMS3579               |
|            | Weids landschap met weg door korenvelden, in de verte een kerk | 1650           | Gemäldegalerie Alte Meister                                                     | 1503                  |
|            | Gezicht op Egmond aan Zee | 1650           | Nationalmuseum                                                                  | NM 618                |
|            | Landschap met molen bij avond | 1650           | Koninklijke Collectie                                                           | RCIN 405538           |
|            | Landschap met reiziger | 1650           | Hermitage                                                                       | ГЭ-938                |
|            | Zandweg in de duinen | 1650           | Rijksmuseum Amsterdam Amsterdam Museum                                          | SK-C-562 SA 7397      |
|            | Het klooster | 1650-1660      | Gemäldegalerie Alte Meister                                                     | 884b                  |
|            | Twee watermolens en een open sluis in de buurt van Singraven | 1650           | National Gallery                                                                | NG986                 |
|            | Bomen aan een plas met roeiboot | 1650           | Museum Boijmans Van Beuningen                                                   | VdV 72A               |
|            | Lanschap met molens bij Haarlem | 1651           | Dulwich Picture Gallery                                                         | DPG168                |
|            | Kasteel Bentheim | 1651           | particuliere kunstverzameling                                                   |                       |
|            | Boslandschap met dorp | 1651           | Gemäldegalerie                                                                  | 885F                  |
|            | Heuvelig landschap met een grote eik bij een korenveld | 1652           | Herzog Anton Ulrich-Museum                                                      | 376                   |
|            | De grote eik | 1652           | Los Angeles County Museum of Art                                                | M.91.164.1            |
|            | De grote kolk | 1652           | Indianapolis Museum of Art                                                      | 62.247                |
|            | Landschap met een bruggetje | 1652           | Frick Collection                                                                | 1949.1.156            |
|            | Duinlandschap nabij Haarlem | 1653           | schilderijcollectie Louvre                                                      | INV 1819              |
|            | Kasteel Bentheim | 1653           | particuliere kunstverzameling                                                   |                       |
|            | Gezicht op kasteel Bentheim | 1653           | Guildhall Art Gallery                                                           | 57                    |
|            | Landschap met watermolens | 1653           | Art Gallery of South Australia                                                  | 853P6                 |
|            | Boerderij onder bomen bij een korenveld | 1653           | particuliere kunstverzameling                                                   |                       |
|            | Heuvelig landschap met valkenier en man te paard | 1653           | particuliere kunstverzameling                                                   |                       |
|            | Landschap met huis en laag waterval | 1653           | Speed Art Museum                                                                | 1998.3                |
|            | Het Joodse kerkhof | 1653           | Gemäldegalerie Alte Meister                                                     | 1502                  |
|            | Gezicht op kasteel Bentheim | 1653           | National Gallery of Ireland                                                     | NGI.4531              |
|            | Twee watermolens en een open sluis | 1653           | J. Paul Getty Museum                                                            | 82.PA.18              |
|            | Bosgezicht | 1653           | Rijksmuseum Amsterdam                                                           | SK-A-350              |
|            | Een rivierlandschap | 1655           | Poesjkinmuseum                                                                  | Ж-575                 |
|            | Bossage met figuren bij een rivier | 1655           | particuliere kunstverzameling                                                   |                       |
|            | Heuvelachtig boslandschap met eenwaterval | 1655           | particuliere kunstverzameling                                                   |                       |
|            | Ruïne van Kasteel Brederode | 1655           | Philadelphia Museum of Art                                                      | Cat. 564              |
|            | Windmolen bij een rivier | 1655           | particuliere kunstverzameling                                                   |                       |
|            | Woeste zee met zeilboten | 1655           | Instituut Collectie Nederland                                                   | 2268 SK-C-1633 NK3274 |
|            | Heuvelachtig boslandschap met een vakwerkhuis bij een waterval | 1655           | Städel Museum                                                                   | 754                   |
|            | Ruïne van Kasteel Egmond | 1655           | Art Institute of Chicago                                                        | 1947.475              |
|            | Korenveld aan de rand van een bos | 1655           | Kimbell Art Museum                                                              |                       |
|            | Landschap met korenveld op een heuvel | 1655           | particuliere kunstverzameling                                                   |                       |
|            | Bossage met waterval en omgevallen boom | 1655           | National Gallery of Art                                                         | 1942.9.80             |
|            | Zicht op de binnenamstel te Amsterdam | 1656           | Szépművészeti Múzeum                                                            |                       |
|            | Boomrijk berglandschap met vissers en rustende reizigers bij een stroomversnelling | 1660-1670      | Museum De Lakenhal                                                              | NK 2497               |
|            | Gezicht op de kust van Noorwegen | 1660-1670      | Museu Calouste Gulbenkian                                                       | 120                   |
|            | Berglandschap met waterval, rechts op de achtergrond kasteel Bentheim | 1660-1670      | particuliere kunstverzameling                                                   |                       |
|            | Gezicht op Kasteel Bentheim met aan de voet van de heuvel een korenveld | 1660-1670      | particuliere kunstverzameling                                                   |                       |
|            | Waterval bij zonsondergang | 1660-1670      | Gemäldegalerie                                                                  | 899A                  |
|            | Schepen op onrustig zee | 1660-1670      | particuliere kunstverzameling                                                   |                       |
|            | Berglandschap met waterval | 1660-1670      | particuliere kunstverzameling                                                   |                       |
|            | Waterval in een eikenbos | 1660-1670      | Musée Fabre                                                                     | 836.4.54              |
|            | Kasteel met waterval en dennenbomen | 1660-1670      | Kunstmuseum                                                                     | A4478                 |
|            | Bergachtig landschap met waterval, huisje en kasteel | 1660-1670      | particuliere kunstverzameling                                                   |                       |
|            | Glooiend boslandschap met kudde vee op een ondergelopen weg | 1660-1670      | particuliere kunstverzameling                                                   |                       |
|            | Strand bij Scheveningen | 1660-1670      | Musée Condé                                                                     | PE 138                |
|            | Berglandschap met waterval | 1660-1670      | particuliere kunstverzameling                                                   |                       |
|            | Waterval met bruggetje en dennenbomen | 1660-1670      | Beecroft Art Gallery                                                            | SOUAG.B113            |
|            | Winterlandschap met watermolen | 1660-1670      | particuliere kunstverzameling                                                   |                       |
|            | Bebost landschap met een waterval | 1660-1670      | Städel Museum                                                                   | 1156                  |
|            | Landschap met waterval en pijnbomen | 1660-1670      | particuliere kunstverzameling                                                   |                       |
|            | Waterval met dorp, bruggetje en dennenbomen | 1660-1670      | National Gallery of Canada                                                      | 5878                  |
|            | Waterval (Petworth) | 1660-1670      | Petworth House National Trust for Places of Historic Interest or Natural Beauty | NT 486803             |
|            | Waterval in rotspartij | 1660-1670      | Liechtenstein Museum                                                            |                       |
|            | Scheepvaart bij harde wind met rechts een aanlegsteiger met een baken | 1660-1670      | particuliere kunstverzameling                                                   |                       |
|            | Bergachtig landschap met waterval | 1660-1670      | Muzeum Narodowe w Warszawie                                                     | Wil.1553              |
|            | Rivierlandschap met kerk | 1660-1670      | Museu Calouste Gulbenkian                                                       | 398                   |
|            | Scheepvaart bij een frisse bries | 1660-1670      | National Gallery                                                                | NG2567                |
|            | Waterval met kasteel op een berg en hut met figuren langs een weg | 1660-1670      | Musée des Beaux-Arts de Strasbourg                                              | MBA 619               |
|            | Twee molens | 1660-1670      | Musée des Beaux-Arts de Strasbourg                                              | MBA 265               |
|            | Eikenbos met duinen | 1660-1670      | Cleveland Museum of Art                                                         | 1963.575              |
|            | Gezicht op de duinen bij Bloemendaal met op de voorgrond een ruïne | 1660-1670      | particuliere kunstverzameling                                                   |                       |
|            | Waterval met dode beuk | 1660-1670      | Cleveland Museum of Art                                                         | 1967.63               |
|            | Waterval met eikenbos | 1660-1670      | Alte Pinakothek                                                                 | 1038                  |
|            | Landschap met grote eik en figuren | 1660-1670      | Uffizi                                                                          | 1201                  |
|            | Boslandschap met een sluis | 1660-1670      | Toledo Museum of Art                                                            | 1978.68               |
|            | Waterval | 1660-1670      | Wallace Collection                                                              | P56                   |
|            | Waterval in een heuvelig landschap | 1660-1670      | Hermitage                                                                       | 942                   |
|            | Weg door een groepje bomen | 1660-1670      | Nationalmuseum                                                                  | NM 616                |
|            | Boslandschap met zwanen op een vijver | 1660-1670      | Städel Museum                                                                   | 941                   |
|            | Winterlandschap | 1660-1670      | Birmingham Museum of Art                                                        | 1968.43               |
|            | Heuvellandschap met korenveld | 1660-1670      | Los Angeles County Museum of Art                                                | M.2009.106.12         |
|            | Waterval met kasteel | 1660-1670      | Herzog Anton Ulrich-Museum                                                      | 378                   |
|            | Het Huis Kostverloren aan de Amstel | 1659-1664      | Amsterdam Museum                                                                | SA 38217              |
|            | Een hertejacht in een ondergelopen bos | 1660-1670      | Gemäldegalerie Alte Meister                                                     | 1492                  |
|            | Beboste landschap met waterval en voetgangers op een brug | 1660-1670      | particuliere kunstverzameling                                                   |                       |
|            | Winterlandschap met schaatsers op een bevroren sloot langs een boerenwoning | 1660-1670      | particuliere kunstverzameling                                                   |                       |
|            | Een waterval op een berg | 1660-1670      | Statens Museum for Kunst                                                        | KMSsp569 298          |
|            | Rotsachtige landschap met grote eiken | 1660-1670      | Maximilian von Speck-Sternburg                                                  | 143                   |
|            | Een waterval in een rotsachtige regio | 1660-1670      | Statens Museum for Kunst                                                        | KMSsp573              |
|            | Landschap met waterval en een houten voetbrug | 1660-1670      | particuliere kunstverzameling                                                   |                       |
|            | Landschap met een waterval en een huisje | 1660-1670      | Statens Museum for Kunst                                                        | KMSsp570 299          |
|            | Bos | 1660-1670      | Museum of Fine Arts                                                             | 52.1757               |
|            | Bergachtig landschap met waterval en brug | 1660-1670      | particuliere kunstverzameling                                                   |                       |
|            | Beboste rivierlandschap met figuren op een brug | 1660-1670      | particuliere kunstverzameling                                                   |                       |
|            | Houthakkers in een bos | 1660-1670      | Louvre                                                                          | RF 710                |
|            | Drie grote bomen in een bergachtig rivierlandschap | 1660-1670      | Norton Simon Museum                                                             | F.1971.2.P            |
|            | Winterlandschap met een gezicht op de Amstel en Amsterdam | 1660-1670      | particuliere kunstverzameling                                                   |                       |
|            | Gezicht op Haarlem met bleekvelden | 1660-1670      | particuliere kunstverzameling                                                   |                       |
|            | Gezicht op de duinen van Bloemendaal met bleekvelden | 1660-1670      | particuliere kunstverzameling                                                   |                       |
|            | Stormachtige zee met zeilschepen | 1660-1670      | Museo Thyssen-Bornemisza                                                        | 359 (1957.2)          |
|            | Een weg door een eikenbos | 1660-1670      | National Museum of Western Art                                                  | P.1980-0002           |
|            | Blekerij 'De Mol' te Bloemendaal bij Haarlem | 1660-1670      | Wadsworth Atheneum                                                              | 1950.498              |
|            | Blekerij 'De Mol' te Bloemendaal bij Haarlem | 1660-1670      | Museo Thyssen-Bornemisza                                                        | 355 (1930.100)        |
|            | Gezicht op de ruïne van Huis ter Kleef en Haarlem | 1660-1670      | Musée Jacquemart-André                                                          |                       |
|            | Winterlandschap | 1660-1670      | Mauritshuis                                                                     | 802                   |
|            | Berglandschap met waterval | 1660-1670      | Rijksmuseum Amsterdam Amsterdam Museum                                          | SK-A-348 SB 5813      |
|            | Heuvelig landschap met waterval | 1660-1670      | Niedersächsisches Landesmuseum Hannover                                         |                       |
|            | Landschap met een waterval | 1660-1670      | Philadelphia Museum of Art                                                      | W1895-1-8             |
|            | Rotsachtig landschap | 1660-1670      | Rijksmuseum Amsterdam Amsterdam Museum                                          | SK-C-212 SA 8299      |
|            | Boslandschap | 1660-1670      | Hofje van Mevrouw Van Aerden                                                    | Br.L8                 |
|            | De voorde | 1660-1670      | Rijksmuseum Amsterdam                                                           | SK-A-2337             |
|            | Glooiend korenveld | 1660-1670      | Philadelphia Museum of Art                                                      | Cat. 566              |
|            | Boslandschap met dode eik | 1660-1670      | Hermitage                                                                       | ГЭ-936                |
|            | Meer bij een bos | 1660-1670      | Niedersächsisches Landesmuseum Hannover                                         |                       |
|            | Winter landschap | 1660-1670      | Philadelphia Museum of Art                                                      | Cat. 569              |
|            | Gezicht op huizen bij kasteel Bentheim | 1660           | Städtische Kunstsammlungen, Augsburg                                            |                       |
|            | Bebost rivierlandschap met een waterval, een herder met schapen en in de verte enkele huizen | 1660           | particuliere kunstverzameling                                                   |                       |
|            | Bosrijke landschap met een vijver en mensen | 1660           | Norton Simon Museum                                                             | M.1969.33.P           |
|            | Boslandschap met rotsachtig waterval | 1660           | particuliere kunstverzameling                                                   |                       |
|            | Watermolen | 1660           | National Gallery of Victoria                                                    | 1249-3                |
|            | Watermolen bij een boerenwoning met rietdak | 1660           | Museum Boijmans Van Beuningen                                                   | 2520 (OK)             |
|            | Beboste landschap met een waterval | 1660           | San Diego Museum of Art                                                         | 1940.74               |
|            | Kleine woud landschap | 1660           | Kunsthistorisches Museum Wien                                                   | GG_456                |
|            | De aankomst van Cornelis de Graeff en leden van zijn gezin op zijn buiten Soestdijk | 1660           | National Gallery of Ireland                                                     | NGI.287               |
|            | Eiken Bomen in de buurt van een weg, 's avonds | 1660           | Statens Museum for Kunst                                                        | KMS372                |
|            | Heuvelachtig korenveld | 1660           | Museum voor Schone Kunsten                                                      | P 224                 |
|            | Ondergelopen bos bij avondlicht | 1660           | Museo de Bellas Artes de Bilbao                                                 | 92/118                |
|            | Landschap met brug, vee en figuren | 1660           | Clark Art Institute                                                             | 1955.29               |
|            | Een waterval in een bos | 1660-1670      | Metropolitan Museum of Art                                                      | 89.15.4               |
|            | De Joodse begraafplaats | 1660           | Detroit Institute of Arts                                                       | 26.3                  |
|            | Een waterval in een Rotsachtig Landschap | 1660           | National Gallery                                                                | NG627                 |
|            | Landschap met watermolen | 1661           | Rijksmuseum Amsterdam Amsterdam Museum                                          | SK-C-213 SA 8298      |
|            | Het IJ op een stormachtige dag | 1662           | Worcester Art Museum                                                            | 1940.52               |
|            | Bossage | 1662           | Barber Institute of Fine Arts                                                   | 38.11                 |
|            | Boslandschap | 1662           | National Gallery of Ireland                                                     | NGI.37                |
|            | Noorse berglandschap met dennen en waterval | 1665           | Residenzgalerie                                                                 | 425                   |
|            | Eikenbos bij een vijver | 1665           | Staatliche Kunsthalle Karlsruhe                                                 | 2565                  |
|            | Bewogen zee met schepen | 1665           | particuliere kunstverzameling                                                   |                       |
|            | Weids landschap met kasteelruïne en kerktoren | 1665           | National Gallery                                                                | NG2561                |
|            | Landschap met waterval (St. Louis) | 1665           | Saint Louis Art Museum                                                          | 44:1974               |
|            | Waterval met kasteel en hut | 1665           | Fogg Art Museum                                                                 | 1953.2                |
|            | Een dorp in de winter | 1665           | Alte Pinakothek                                                                 | 117                   |
|            | Le coup de soleil | 1665           | schilderijcollectie Louvre                                                      | INV 1820              |
|            | Gezicht op Amsterdam | 1665s          | National Gallery particuliere kunstverzameling                                  |                       |
|            | Een moeras in een woud | 1665 1660-1670 | Hermitage                                                                       | 934                   |
|            | Weids landschap met kasteel ruïne en kerk | 1665           | National Gallery                                                                | NG990                 |
|            | Winterlandschap | 1665           | Rijksmuseum Amsterdam                                                           | SK-A-349              |
|            | Waterval met kasteel ruïne | 1666           | particuliere kunstverzameling                                                   |                       |
|            | Gezicht op Haarlem vanuit het zuiden met bleekvelden | 1667           | Timken Museum of Art                                                            |                       |
|            | Winterlandschap met schaatsenrijders | 1667           | Museum Boijmans Van Beuningen                                                   | 2522 (OK)             |
|            | Boslandschap met waterval | 1668           | North Carolina Museum of Art                                                    | 52.9.56               |
|            | Duinen en bleekvelden | 1668           | Gemäldegalerie                                                                  | 885E                  |
|            | Zicht op Haarlem vanaf het kopje | 1668           | Gemäldegalerie                                                                  | 885C                  |
|            | Waterval met kasteel op een berg en hut | 1668           | Museumslandschaft Hessen Kassel                                                 |                       |
|            | Waterval met kerk en bomen | 1668           | Wallraf-Richartz-Museum                                                         |                       |
|            | Het korenveld | 1668           | Metropolitan Museum of Art                                                      | 32.100.14             |
|            | Landschap met waterval | 1668           | Rijksmuseum Amsterdam Amsterdam Museum                                          | SK-C-210 SA 8297      |
|            | Waterval voor een heuvel | 1670-1680      | Gemäldegalerie Alte Meister                                                     | 1498                  |
|            | Wooded river landscape with a waterfall and a family at rest | 1670-1680      | particuliere kunstverzameling                                                   |                       |
|            | Landschap met waterput | 1670-1680      | particuliere kunstverzameling                                                   |                       |
|            | Landschap met berken en een rivier | 1670-1680      | particuliere kunstverzameling                                                   |                       |
|            | Gezicht landinwaarts van de duinen | 1670-1680      | Museo Thyssen-Bornemisza                                                        | 356 (1930.101)        |
|            | Noors landschap met waterval | 1670-1680      | particuliere kunstverzameling                                                   |                       |
|            | Beboste landschap met laag waterval | 1670-1680      | particuliere kunstverzameling                                                   |                       |
|            | Winterlandschap met gezicht vanaf het Hekelveld in Amsterdam met links de Nieuwezijds Voorburgwal en rechts de Nieuwezijds Achterburgwal; op de achtergrond de koepel van het stadhuis en de toren van de Nieuwe Kerk | 1670-1680      | Mount Stuart House                                                              |                       |
|            | Landschap met waterval en herder | 1670-1680      | particuliere kunstverzameling                                                   |                       |
|            | Landschap met een waterval bij een kasteel | 1670-1680      | particuliere kunstverzameling                                                   |                       |
|            | Winterlandschap met twee molens | 1670-1680      | Eijk and Rose-Marie van Otterloo Collectie                                      |                       |
|            | Winterlandschap met molen | 1670-1680      | Fondation Custodia                                                              | 6104                  |
|            | Berglandschap met een beek | 1670-1680      | particuliere kunstverzameling                                                   |                       |
|            | Schepen op een stormachtige Sea | 1670-1680      | Philadelphia Museum of Art                                                      | E1924-3-56            |
|            | Bleekvelden ten noordnoordoosten van Haarlem | 1670-1680      | Philadelphia Museum of Art                                                      | E1924-3-90            |
|            | Een waterval | 1670-1680      | Uffizi                                                                          | 8436                  |
|            | Berglandschap met waterval | 1670-1680      | Kunsthistorisches Museum Wien                                                   | GG_449                |
|            | Winterlandschap met een molen | 1670-1680      | particuliere kunstverzameling                                                   |                       |
|            | Weg door korenvelden in de buurt van de Zuiderzee | 1670-1680      | Museo Thyssen-Bornemisza                                                        | 357 (1934.18)         |
|            | Landschap met bergachtig waterval | 1670-1680      | Kunsthistorisches Museum Wien                                                   | GG_6984               |
|            | Een bergachtig boslandschap met rivier | 1670-1680      | Hermitage                                                                       | 932                   |
|            | Rivierlandschap met kasteel op hoge rots | 1670-1680      | Cincinnati Art Museum                                                           | 1946.98               |
|            | Het Damrak | 1670-1680      | Amsterdam Museum                                                                | SB 6330               |
|            | Gezicht op Haarlem uit het noordwesten, met de blekerijen op de voorgrond | 1670-1680      | Rijksmuseum Amsterdam                                                           | SK-A-351              |
|            | Vervallen boerderij | 1670-1680      | Rijksmuseum Amsterdam                                                           | SK-A-281              |
|            | Dam in Amsterdam | 1670-1680      | Frick Collection                                                                | 1910.1.110            |
|            | Waterval met herder op voetbruggetje | 1670-1680      | Metropolitan Museum of Art                                                      | 25.110.18             |
|            | Panorama van Amsterdam met de Amstel | 1670-1680      | Fitzwilliam Museum                                                              | 74                    |
|            | Landschap met een jachttafereel | 1670-1680      | Statens Museum for Kunst                                                        | KMS2025               |
|            | Landhuis in een park | 1670-1680      | National Gallery of Art                                                         | 1960.2.1              |
|            | Winter landschap bij Haarlem | 1670-1680      | Städel Museum                                                                   | 1109                  |
|            | Boslandschap met een houten brug | 1670-1680      | Philadelphia Museum of Art                                                      | E1924-3-77            |
|            | Rotsachtig landschap met waterval en kasteel | 1670-1680      | Dayton Art Institute                                                            | 53.1                  |
|            | Landschap met waterval (indianapolis) | 1670-1680      | Indianapolis Museum of Art                                                      | 44.54                 |
|            | Landschap met waterval, op de achtrgond links een ruïne, rechts huizen | 1670-1680      | Museum Kunsthaus Heylshof                                                       | G 53                  |
|            | Winterlandschap met een besneeuwde boomgroep | 1670-1680      | Städel Museum                                                                   | 535                   |
|            | Winterlandschap met molen en huis in aanbouw | 1670-1680      | particuliere kunstverzameling                                                   |                       |
|            | Zonsopgang in een bos | 1670-1680      | Wallace Collection                                                              | P247                  |
|            | Stadsgracht met brug | 1670-1680      | Dulwich Picture Gallery                                                         | DPG349                |
|            | Een bergachtig boslandschap langs een rivier | 1670-1680      | Michaelis Collection                                                            | 14/53                 |
|            | Kasteel en watermolen langs een rivier | 1670-1680      | Minneapolis Institute of Art                                                    | 88.43                 |
|            | Heuvellandschap met waterval | 1670           | particuliere kunstverzameling                                                   |                       |
|            | Winter landschap | 1670           | Museo Thyssen-Bornemisza                                                        | 358 (1934.19)         |
|            | Gezicht op Haarlem | 1670           | Guildhall Art Gallery                                                           |                       |
|            | Winterlandschap | 1670           | Museum Boijmans Van Beuningen                                                   | 1745 (OK)             |
|            | Korenvelden | 1670           | Metropolitan Museum of Art                                                      | 14.40.623             |
|            | Laag waterval in heuvelachtig landschap met hut | 1670           | particuliere kunstverzameling                                                   |                       |
|            | Winterlandschap met houten huis, ca. 1667-1673 | 1670           | Q21083428                                                                       |                       |
|            | Landschap | 1670           | National Gallery of Art                                                         | 1961.9.85             |
|            | Rotsachtig landschap met waterval | 1670           | particuliere kunstverzameling                                                   |                       |
|            | Gezicht op Haarlem met bleekvelden | 1670           | Kunsthaus Zürich                                                                |                       |
|            | Gezicht op Haarlem met bleekvelden | 1670           | Mauritshuis                                                                     | 155                   |
|            | Een waterval | 1670           | Dulwich Picture Gallery                                                         | DPG105                |
|            | Bleekvelden in de buurt van Haarlem | 1670           | Museum voor de Schonen Kunsten in Montréal                                      | 1945.92               |
|            | Bergachtig landschap met waterval en kerk | 1670           | particuliere kunstverzameling                                                   |                       |
|            | Gezicht op het Damrak in Amsterdam | 1670           | Museum Boijmans Van Beuningen                                                   | 1744 (OK)             |
|            | Waterval met kerk | 1670           | Cleveland Museum of Art                                                         | 1962.256              |
|            | De molen bij Wijk bij Duurstede | 1670           | Rijksmuseum Amsterdam Amsterdam Museum                                          | SK-C-211 SA 8296      |
|            | Gezicht op Alkmaar (Upton) | 1672           | Upton House National Trust for Places of Historic Interest or Natural Beauty    | NT 446731             |
|            | Bewogen zee | 1675           | Museum of Fine Arts                                                             | 57.4                  |
|            | Het strand bij Egmond aan Zee | 1675           | National Gallery                                                                | NG1390                |
|            | Gezicht op Alkmaar | 1675           | Museum of Fine Arts                                                             | 39.794                |
|            | De Dam met de Waag te Amsterdam | 1675           | Gemäldegalerie                                                                  | 885D                  |
|            | Strandgezicht met enkele schepen, wandelaars en badenden | 1676           | Hermitage                                                                       | ГЭ-5616               |
|            | De Zuiderzeekust bij Muiden | 1678s          | Polesden Lacey                                                                  | 1246494               |
|            | Boerenhuis in bosachtig duinlandschap | 1680-1690      | Rijksmuseum Amsterdam                                                           | SK-A-3498             |
|            | Kanaal | 1680-1690      | Philadelphia Museum of Art                                                      | Cat. 572              |
|            | Gezicht op Amsterdam vanaf de Amsteldijk | 1680           | Amsterdam Museum                                                                | SA 56435              |
|            | Landschap met ruïnes | 1682           | Rijksmuseum Amsterdam                                                           | SK-A-3343             |